# Course of Nature
I Course of Nature sono un gruppo alternative rock statunitense, formatosi nel 2001 a Enterprise, AL.

## Storia
Mark Wilkerson e John "Fish" Milldrum fondarono la band, dopo aver abbandonato il loro precedente gruppo, i Cog. Il nome della band venne preso dal titolo di una delle canzoni che avevano scritto con il gruppo precedente. Il nuovo gruppo cominciò dapprima a suonare delle cover, ma poi iniziò a scrivere e arrangiare pezzi propri. In questo periodo, Rick Shelton, prima nei Dust for Life, si unì al gruppo.
Nel 2001, il gruppo firmò un contratto con la Lava Records, con cui registrò il primo album, Superkala, prodotto da Matt Martone. L'album venne pubblicato l'anno successivo, preceduto dal singolo "Caught in the Sun". Dopo la pubblicazione dell'album, Milldrum e Shelton lasciarono la band.
Nel 2007, firmarono un contratto con l'etichetta Silent Majority. Con questa etichetta, uscì il secondo album del gruppo, Damaged. L'album, prodotto da David Bendeth, venne pubblicato il 29 gennaio 2008, preceduto dal singolo "Anger Cage".

## Formazione

### Formazione attuale
- Mark Wilkerson - voce, chitarra ritmica (2001-presente)
- Sean Kipe - chitarra solista (?-presente)
- Jackson Eppley - basso (?-presente)
- Lenzen O'Connell - batteria (?-presente)

### Ex componenti
- John "Fish" Milldrum - chitarra solista, basso (2001-2002)
- Rick Shelton - batteria (2001-2002)

## Discografia

### Album studio
- 2002 - Superkala
- 2008 - Damaged